# Platanista gangetica
El delfín del Ganges (Platanista  gangetica), también conocido como delfín gangécico (localmente shushuk), es una especie de cetáceo odontoceto de la familia Platanistidae. Es un delfín de río (de agua dulce) presente en Bangladés, India y Nepal. El delfín del Ganges se halla principalmente en los ríos Ganges y Brahmaputra, y sus tributarios.

## Descripción
Tienen un morro largo y puntiagudo, característica de todos los delfines de río. Los dientes son visibles en ambas mandíbulas, aún con la boca cerrada; y en los ejemplares jóvenes son de 25 mm de largo, finos y curvos, con la edad se producen considerables cambios y en los adultos maduros se convierten en discos cuadrados, chatos. La trompa los oculta en su extremo final.
La especie carece de cristalinos de ojos, siendo efectivamente ciegos, ya que la visión no les sirve de mucho en las turbias aguas; aunque son capaces de distinguir intensidad y dirección de la luz. La navegación y la caza se llevan a cabo por ecolocalización. Su cuerpo es castaño y fuerte en su medio. Tiene una sola y pequeña aleta triangular en el lugar de una aleta dorsal. Las aletas y la cola son finas y grandes en relación con el tamaño corporal, de cerca de 2-2,2 m en machos y de 2,4-2,6 m en hembras. El animal registrado más viejo fue un macho de 28 años de 2 m de longitud.
Los adultos hembras maduros son más grandes que los machos. El dimorfismo sexual se expresa después de alcanzar las hembras cerca de 150 cm, el rostrum de las hembras continúa creciendo luego que el de los machos se detiene, llegando a ser aproximadamente 20 cm mayor. Los partos se producen entre enero y mayo, y la crías aparentemente permanecen con su madre no más de pocos meses. La gestación dura aproximadamente 9-10 meses.
Se alimentan de una variedad de camarones y de peces, incluyendo carpas y pez gato.  Estos delfines se encuentran solos o en bajas agregaciones, no forman grupos interactivos.

## Población y distribución
Habita en los ríos Ganges, Brahmaputra, Meghna, Karnaphuli, Sangu, sistemas ribereños de India, Bangladés, Nepal, Bután. Relativamente alta densidad poblacional se observan cerca del Santuario del delfín gangético Vikramshila en India y en el río Sangu en el sur de Bangladés. Muy pocos ejemplares (quizás 20) se presentan en Nepal, en el río Karnali. La población total es desconocida, pero ciertamente el número es superior a 100 e inferior a pocos miles.[cita requerida]
El río Chambal originario en el oeste de la India se une al Ganges cerca de Prayagraj. Este río tiene la población de delfín que permanece oculta a la literatura científica. Singh & Sharma (1985) estimaron la presencia de al menos 45 delfines entre Batesura (305 km aguas arriba de la confluencia del Yamuna-Chambal) y Pachhnada (total de 320 km) en el río Chambal (tributario sudoeste del sistema gangético) entre 1983-1985 (fig.1). Eso es una densidad observada de un adulto/6,5 km de río.